# Communauté de communes de la haute vallée du Serein
La communauté de communes de la haute vallée du Serein est une ancienne communauté de communes française, située dans le département de l'Yonne en région Bourgogne.
Créée le 1er janvier 1999, elle disparait le 1er janvier 2014. Ses communes membres sont alors intégrées à la communauté de communes de la haute vallée du Serein, Nucérienne et Terre Plaine.

## Histoire
La communauté de communes de la haute vallée du Serein a été créée le 1er janvier 1999, à la place du SIVOM.
Le 1er janvier 2013, la commune de Précy-le-Sec rejoint la communauté de communes.
Le 1er janvier 2014, elle disparaît lors de la création, par fusion avec les communautés de communes de la Terre Plaine et Nucérienne, de la communauté de communes de la haute vallée du Serein, Nucérienne et Terre Plaine.

## Composition
Elle est composée des communes suivantes :
| Nom                       | Code Insee | Gentilé      | Superficie (km2) | Population (dernière pop. légale) | Densité (hab./km2) |
| ------------------------- | ---------- | ------------ | ---------------- | --------------------------------- | ------------------ |
| L'Isle-sur-Serein (siège) | 89204      | Isliens      | 4,44             | 697 (2014)                        | 157                |
| Angely                    | 89008      | Angéliens    | 8,62             | 164 (2014)                        | 19                 |
| Annoux                    | 89012      | Annouxois    | 8,97             | 87 (2014)                         | 9,7                |
| Athie                     | 89022      |              | 4,90             | 140 (2014)                        | 29                 |
| Blacy                     | 89043      |              | 9,06             | 106 (2014)                        | 12                 |
| Coutarnoux                | 89128      | Arnulphiens  | 8,68             | 142 (2014)                        | 16                 |
| Dissangis                 | 89141      |              | 7,33             | 136 (2014)                        | 19                 |
| Joux-la-Ville             | 89208      | Joutiats     | 43,81            | 1 239 (2014)                      | 28                 |
| Massangis                 | 89246      | Massangicois | 43,35            | 398 (2014)                        | 9,2                |
| Précy-le-Sec              | 89312      | Précyats     | 15,76            | 263 (2014)                        | 17                 |
| Sainte-Colombe            | 89339      |              | 18,48            | 205 (2014)                        | 11                 |
| Talcy                     | 89406      |              | 6,88             | 84 (2014)                         | 12                 |
| Thizy                     | 89412      |              | 5,55             | 200 (2014)                        | 36                 |

## Administration
Le siège de la communauté de communes est situé à L'Isle-sur-Serein.

### Présidence
Le conseil communautaire élit un président pour une durée de six ans. Le président actuel est Michel Faure.
| Période                                  | Période          | Identité            | Étiquette | Qualité                                |
| ---------------------------------------- | ---------------- | ------------------- | --------- | -------------------------------------- |
| Les données manquantes sont à compléter. |                  |                     |           |                                        |
|                                          |                  | Nicolas Robert      |           |                                        |
|                                          |                  | Jean-Claude Lemaire |           |                                        |
|                                          |                  | Pierre-Charles Capo |           |                                        |
| 18 janvier 2013                          | 31 décembre 2013 | Michel Faure        |           | Adjoint au maire de L'Isle-sur-Serein. |

## Compétences obligatoires
Aménagement du territoire, développement économique, protection et mise en valeur de l'environnement, politique du logement et du cadre de vie, création-aménagement et entretien de la voirie, construction d'équipements culturels et sportifs

## Autres adhésions
Le pays avallonnais regroupe :
- la communauté de communes de la haute vallée du Serein
- la communauté de communes de la Terre Plaine
- la communauté de communes de l'Avallonnais
- la communauté de communes du pays de Coulanges-sur-Yonne
- la communauté de communes entre Cure et Yonne

## Pour approfondir